# Невшательская обсерватория
Обсерватория Невшатель — государственная астрономическая обсерватория, основанная в 1858 году в Невшатель, Невшатель (кантон), Швейцария. Сейчас является научно-исследовательским институтом под руководством Public Economy Department of the Neuchâtel State (Switzerland), и в составе НИИ около 30 сотрудников. Основной инструмент обсерватории передан в общественное управление любителям астрономии города Невшатель, так как научной ценности в данной момент он не представляет.

## Руководители обсерватории
- 1858(9)—1901 — Адольф Хирш[1] (1830—1901) — основатель и первый директор обсерватории[2].

## История обсерватории
Обсерватория была учреждена указом правительства Невшатель в 1858 году с указанием целей её создания:
- Для контроля и сертификации качества изготовления часов
- Служба времени — передача точных сигналов времени
- Для создания научного потенциала

С 1864 года на базе обсерватории проводятся метеорологические наблюдения, а с 1912 года и сейсмические. В 1967 году была произведена замена астрономического отсчета времени на атомные часы.

## Инструменты обсерватории
- Тройной рефрактор Цейс: визуальная труба (D = 300 мм, F = 4500 мм) + 2 фотографические трубы (D = 360 мм, F = 3600 мм) — установлен в 1912 году в павильоне Хирш (Hirsch).

Фотографические рефракторы-телескопы тройного Цейсса предназначались для работ в области ультрафиолетового излучения, но как позже оказалось, атмосфера Земли не пропускает данное излучение. А в оптическом диапазоне данные инструменты дают размытое изображение. Для нормальных наблюдений можно использовать только центральную трубу телескопа, которая должна была использоваться как гид.

## Направления исследований
- Лидары — атмосферные исследования при помощи лазеров
- Высокоточные атомные часы
- Метеорология

## Основные достижения
- С 1993 года обсерватория является внештатной лабораторией Европейского Космического Агентства (ESA)[4]